# Sankt Katharein an der Laming
Sankt Katharein an der Laming är huvudorten i kommunen Tragöß-Sankt Katharein i distriktet Bruck-Mürzzuschlag i förbundslandet Steiermark i Österrike. 
Sankt Katharein an der Laming var tidigare en självständig kommun, men blev 1 januari 2015 en del av Tragöß-Sankt Katharein.
Kommunen bestod av sex orter (Ortschaften) (inom parentes invånarantal 1 januari 2024):
- Hüttengraben (60)
- Oberdorf (190)
- Obertal (25)
- Rastal (177)
- Sankt Katharein an der Laming (267)
- Untertal (148)